# Olaudah Equiano

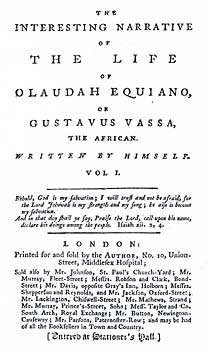
Portada de The Interesting Narrative of the Life of Olaudah Equiano, or Gustavus Vassa the African, written by himself (1789).

Olaudah Equiano (16 de octubre de 1745 – 31 de marzo de 1797), conocido como Gustavus Vassa en su vida, fue un escritor del siglo XVIII que, según su autobiografía, nació en Nigeria en el pueblo igbo. Vivió en Inglaterra y en sus colonias americanas. Fue la única persona del siglo XVIII en narrar su historia como esclavo en las colonias americanas.

## Biografía
Él mismo afirmaba haber nacido en un pueblo llamado Essaka, en lo que es hoy la región de habla Igbo de Nigeria. A los once años de edad, su hermana y él fueron secuestrados y convirtieron a Olaudah en esclavo. Fue llevado al Nuevo Mundo (entiéndase por éste a América del Norte) y vendido a una familia que hablaba su misma lengua. Estando allí le trataron muy bien, hasta que la hija del dueño murió y se deshizo de todos.  
El siguiente dueño que tuvo también le trató muy bien, hasta que un día le llevó a las orillas del océano, donde les esperaban unos hombres blancos que hablaban otro idioma.  
Le hicieron subir a un barco que estaba lleno de esclavos negros encadenados entre sí. En aquel barco la situación era insostenible, el ambiente era casi irrespirable y desencadenó una enfermedad que acabó con que muchos de ellos murieran. 
Llegaron a la isla de Barbados, donde les condujeron a un patio cerrado para organizarles y posteriormente presentarse ante los comerciantes. Volvieron a ser embarcados para ir a las costas de Virginia. En ese barco se le asignaron una serie de tareas a realizar. 
Después de unos meses trabajando allí, fue comprado por un teniente de la Royal Navy británica, Michael Henry Pascal, quien le dio el nombre de Gustavus Vassa (en referencia al rey sueco). Esto se solía hacer a modo de burla entre los dueños. 
A mitad del año 1757, Pascal le regaló a una familia, allí le trataron muy bien, hasta que un día, Pascal volvió para reclamarle ya que le necesitaba para una misión. 
A la vuelta de aquella misión, Olaudah cayó enfermo y Pascal lo trasladó al hospital, donde pudo recuperarse completamente. En el verano de 1758 volvieron a zarpar hacia Loughborough para conquistarla. 
Cuando regresaron en 1759, fue bautizado como Gustavus Vassa. Pasaron varios años en los que estuvieron atacando puertos franceses, para ese entonces, Olaudah ya sabía leer, escribir, navegar, luchar, etc., eso provocó que Pascal estuviera orgulloso de él, sin embargo, no lo suficiente como para liberarle. 
Luego, fue comprado por Robert King, un desertor miembro de la Sociedad Religiosa de los Amigos, y mercante en Filadelfia. King le matriculó en la escuela y lo educó en la fe cristiana. Equiano compró su libertad por sus atentas actividades comerciales y poder de ahorro, convirtiéndose en marinero, lo que le permitió viajar ampliamente alrededor del mundo. En Londres, se unió al movimiento abolicionista, que lo animó a escribir y a publicar The Interesting Narrative of the Life of Olaudah Equiano, or Gustavus Vassa the African (1789) (Narración de la vida de Olaudah Equiano, el africano, escrita por él mismo. Autobiografía de un esclavo liberto del siglo XVIII. Traducción y edición de Celia Montolio, editorial Miraguano, Madrid 1999.), un libro que no sólo ahondaba en la causa abolicionista, sino que le valió su salto a la fama y el comienzo de una vida en la fortuna. Es uno de los ejemplos más tempranos de narración en escrita occidental por un autor africano[cita requerida]. Su primera experiencia de la esclavitud (desde la perspectiva de un esclavo) y de su vida como inmigrante en Gran Bretaña son muy raras.
Unos pocos académicos como Vincent Carretta, autor de Equiano, the African: Biography of a Self-Made Man (2005) ("Equiano, el africano: Biografía de un hombre hecho a sí mismo"), aportan la idea de que el escritor habría nacido en Carolina del Sur y sugieren que su relato del Pasaje Medio fue basado en experiencias que ya habían sido publicadas con anterioridad.
En su autobiografía Olaudah emplea estrategias como la perspectiva del ojo inocente (innocent eye perspective) y elementos picarescos con reminiscencias en la literatura española del siglo XVI. La religión y la persuasión a través de paralelismos con pasajes bíblicos, demuestran su conocimiento de la Biblia y su estrategia al asimilar sus derechos a los expresados por el cristianismo.
En el Reino Unido sus escritos fueron promocionados, entre otros, por Selina Hastings, Condesa de Huntingdon (que también había ayudado a otros africanos con sus publicaciones, como era el caso de Phillis Wheatley). Hacia los últimos años de su vida, Equiano se mudó a Soham, Cambridgeshire. El 7 de abril de 1792, se casó con Susannah Cullen, una soltera de la localidad, en la Iglesia de Saint Andrew. La pareja se estableció en el área y tuvo dos hijas, Anna Maria en 1793 y Joanna en 1795.
Equiano sostenía que el matrimonio entre blancos y negros podría servir para disminuir la segregación racial hacia los africanos y unificar a los seres humanos. Susannah falleció en febrero de 1796 y su marido, Olaudah, lo hizo al año siguiente, el 31 de marzo de 1797. Poco después, la hija mayor falleció a los cuatro años de edad, dejando a Joanna como única heredera de la fortuna de su padre, estimada en 950£ — una suma considerable, equivalente a 100.000£ actuales. Joanna se casaría con el reverendo Henry Bromley y dirigirían una capilla congregacional en Clavering, próxima a Saffron Walden, en Essex, antes de asentarse en Londres a mediados del siglo XIX. Ambos están enterrados en el Cementerio Abney Park de Stoke Newington. 
Aunque la muerte de Equiano ha sido registrada en la capital británica, la localización de su tumba es desconocida.